# کیروفسکی (استان آمور)
کیروفسکی (به لاتین: Kirovsky) یک منطقهٔ مسکونی در روسیه است که در استان آمور واقع شده‌است.